# Mount Smart
Mount Smart är ett berg i Antarktis. Det ligger i Västantarktis. Argentina, Chile och Storbritannien gör anspråk på området. Toppen på Mount Smart är 1 269 meter över havet.
Terrängen runt Mount Smart är huvudsakligen lite kuperad. Trakten är obefolkad. Det finns inga samhällen i närheten.